# XVII съезд КПК
…Развивая дух стремления к истине и здорового практицизма, наш съезд прошел с большим успехом. Он стал съездом сплочения, съездом побед, съездом мужественного движения вперёд.
XVII Всекитайский съезд Коммунистической партии Китая проходил с 15 по 21 октября 2007 года в Пекине.
9–12 октября в Пекине состоялся 7-й Пленум ЦК КПК 16-го созыва, на котором было принято решение об открытии 17-го съезда КПК 15 октября 2007 года.
14 октября состоялось подготовительное совещание съезда на котором ответственным секретарем съезда был избран Цзэн Цинхун, а его заместителями — Лю Юньшань, Чжоу Юнкан, Хэ Гоцян и Ван Ган. Также был избран состав Президиума съезда в количестве 237 человек и утверждены члены его Постоянного комитета в количестве 36 человек. Утвержден также список членов Мандатной комиссии съезда в количестве 22 человек, её главой стал У Гуаньчжэн, а его заместителями — Хэ Гоцян и Ли Цзинай.
На Съезде было рекордное число делегатов, составившее 2270 человек, представляющих 73 млн членов Компартии Китая. Увеличение числа делегатов связано с увеличением на 6,42 млн числа членов партии (со времени предыдущего съезда). Как отмечается наблюдателями, при избрании делегатов возросла степень «демократичности» — число кандидатов в делегаты на 15 % превысило число избранных делегатами (в 2002 году — 10 %, в 1997-м — 5 %).
Основные итоги:
- Подведены итоги пятилетки
- Внесение изменений в Устав партии (добавлено положение о «научной концепции развития»)
- Избрание новых составов ЦК КПК и Комиссии по проверке дисциплины ЦК КПК.

На заключительном заседании съезда делегаты избрали новый состав ЦК КПК, а также 127 членов Центральной комиссии по проверке дисциплины.
Были избраны 204 члена и 167 кандидатов в члены ЦК КПК.
Как отмечается, около половины (183 человека из 371, или 49,3 %) членов и кандидатов в члены новоибранного ЦК не входили в состав прежнего созыва.
По мнению политолога Татьяны Каукеновой, «обновление состава ЦК произошло во многом за счет ухода из него сторонников прежнего генсека КПК Цзян Цзэминя и прихода во власть выдвиженцев Ху Цзиньтао».
В составе ЦК увеличилась доля военнослужащих, которая составила примерно одну пятую.
Как отмечала к. п. н. Елена Подолько: «Если провести параллели между докладом предыдущего председателя КНР Цзянь Цзэминя на 16-м съезде КПК (2002 г.) и нынешним докладом Ху Цзиньтао, отчетливо видны новые акценты, сделанные на всестороннем, сбалансированном и устойчивом развитии страны. В этой связи китайские специалисты отмечают, что партийное руководство уточнило путь и способы дальнейшего развития Китая». Елена Подолько выделяет то, что в докладе Ху Цзиньтао «впервые в истории партийных съездов появилось понятие „обеспечение как хорошего, так и быстрого развития“». Она отмечает, что «впечатляющая особенность 17-го съезда КПК заключается в его повышенном внимании к социальной сфере».
Подводя итоги съезда подчёркивает «явный перенос акцентов на социальную сферу» и Евгений Соловьев.
«Необходимо осуществить создание системы рационального и упорядоченного распределения доходов, чтобы люди со средними доходами составляли большинство, положить конец бедности», — заявил Ху Цзиньтао, подчеркнув: «Необходимо ускорить развитие социальной сферы, целиком и полностью улучшить жизнь народа».
При этом эксперты отметили, что по итогам форума в теоретические основы партии не было включено положение о «построении гармоничного общества», который ранее часто повторял Ху Цзиньтао.
Ху Цзиньтао также заявил, что «необходимо увеличивать прозрачность системы разработки решений и степень участия народа, а при разработке законов, правовых норм и установок общественного назначения, непосредственно затрагивающих интересы народа, организовывать открытое заслушивание мнений. Необходимо усиливать воспитание гражданского сознания, утверждать идеи социалистической демократии и законности, свободы и равенства, беспристрастности и справедливости».
Как отмечается в бюллетне ИИАЭ ДВО РАН всего в отчёном докладе Ху Цзиньтао 17 съезду слова «наука», «научный», «научно» в разных сочетаниях повторяется 70 раз.

## Отзывы
Марк Завадский отмечал: «Китайские власти осознают масштаб проблем, стоящих сегодня перед страной, и готовы прислушиваться к советам, но только в том случае, если предлагаемые изменения не угрожают основам существующей политической системы». Завадский отмечает: «люди связывают все свои надежды с КПК, и партия клянется оправдать эти ожидания».
Профессор Оксана Гаман-Голутвина отмечала: «В целях социально-политической стабилизации по инициативе пекинской команды XVII съезд КПК в 2007 г. провозгласил линию на социально-ориентированное государство и переход от «теории опережающего обогащения», когда выгоду от реформ получает лишь часть общества, к «социальной гармонии», выраженной «теорией гармонизированного совместного развития», когда выгоду получают все».

## Внутрипартийная борьба
Исследователь из РУДН С. А. Баров приводит версию о том, что в планах сторонников экс-генсека Цзян Цзэминя — сменённого на посту лидера партии Ху Цзиньтао на предыдущем, 16-м, съезде — было удержать свои позиции в Политбюро и ЦК, с тем чтобы на 17-м съезде сменить Ху Цзиньтао и Вэнь Цзябао соответственно Цзэн Цинхуном и У Банго. Однако, как пишет Баров, Цзян Цзэминю «не удалось занять в партии ту же позицию, что в своё время занимал Дэн Сяопин, то есть стать негласным руководителем КПК, а к 17-му съезду все его планы по возвращению контроля над ЦК и Политбюро окончательно потерпели неудачу».
Александр Габуев отмечал, что оппозиция была подавлена Ху Цзиньтао уже к последней перед съездом сессии ВСНП в марте 2007 года, ключевым событием Габуев называл низложение в результате громкого коррупционного дела главы Шанхайского горкома партии члена Политбюро Чэнь Ляньюя в сентябре 2006 года. Как писал Габуев, низложение Чэнь Ляньюя и последующая антикоррупционная чистка в Шанхае нанесли серьезный удар по позициям шанхайцев. Ссылаясь на делегатов 17-го съезда, Габуев приводил их утверждение, что «самого Цзян Цзэминя и членов его семьи не привлекли за коррупцию только потому, что это бросило бы тень на всю партию и угрожало бы выживанию нынешнего режима».
Ключевым событием съезда ожидалось решение вопроса о преемнике Ху Цзиньтао.
В целом, по мнению многих, 17-й съезд послужил укреплению власти Ху Цзиньтао.

## 1-й пленум ЦК 17-го созыва[19]
Состоялся в Пекине 22 октября.
Пленум избрал членов Политбюро ЦК КПК, членов ПК Политбюро ЦК КПК и генерального секретаря ЦК КПК; по представлению ПК Политбюро ЦК КПК одобрил состав Секретариата ЦК КПК; определил состав Центрального военного совета. Также утверждены секретарь Центральной комиссии КПК по проверке дисциплины, его заместители и состав ПК комиссии, избранные на первом пленарном заседании комиссии нового созыва.
Ху Цзиньтао был переизбран генеральным секретарем ЦК КПК. В ПК Политбюро ЦК КПК остались Ху Цзиньтао, У Банго, Вэнь Цзябао, Цзя Цинлинь и Ли Чанчунь. Впервые вошли в его состав Си Цзиньпин, Ли Кэцян, Хэ Гоцян и Чжоу Юнкан.
Согласно коммюнике пленума, в члены Политбюро ЦК КПК нового созыва избраны 25 человек: Си Цзиньпин, Ван Ган, Ван Лэцюань, Ван Чжаого, Ван Цишань, Хуэй Лянъюй, Лю Ци, Лю Юньшань, Лю Яньдун, Ли Чанчунь, Ли Кэцян, Ли Юаньчао, У Банго, Ван Ян, Чжан Гаоли, Чжан Дэцзян, Чжоу Юнкан, Ху Цзиньтао, Юй Чжэншэн, Хэ Гоцян, Цзя Цинлинь, Сюй Цайхоу, Го Босюн, Вэнь Цзябао и Бо Силай.
В состав Секретариата ЦК КПК вошли Си Цзиньпин, Лю Юньшань, Ли Юаньчао, Хэ Юн, Лин Цзихуа и Ван Хунин.